# カール・グロスベルク
カール・グロスベルク（Carl Grossberg、出生時の名: Georg Carl Wilhelm Grandmontagne、1894年9月6日 - 1940年10月9日）はドイツの画家である。第一次世界大戦後のドイツで興った「新即物主義」（ノイエザッハリヒカイト: Neue Sachlichkeit）の画家とされる。都会の風景や工場の風景を描いた。

## 略歴
ノルトライン＝ヴェストファーレン州のヴッパータールのElberfeldに生まれた。1913年からアーヘンやダルムシュタットで建築を学んだ。この頃父親が家族の姓を変えた。第一次世界大戦が始まり、1815年に召集され、1918年の毒ガス戦で受傷し、故郷に返された。
1919年から学業を再開し、ワイマールの美術学校でヴァルター・クレムに絵画を学び、1921年からバウハウスで画家のリオネル・ファイニンガーに学んだ。バウハウスを卒業した後、ヴュルツブルクに移り、1923年に結婚した。1926年にシュトゥットガルトで初の個展を開き、その後、ベルリンや、ケルン、デュッセルドルフで個展を開いた。1929年にアムステルダムで開催された展覧会「ノイエザッハリヒカイト」（新即物主義展）で成功を収め、1931年にプロイセン美術アカデミーのローマ賞を受賞した。
1933年からドイツの重要な産業の情景を描くシリーズの作品の制作を始めた。初期のグロスベルクの作品に加えられていた象徴的なアイテムは排除され整然と配置された機械設備が描かれた。
1939年8月に再び召集され、ポーランド戦線に配属され、フランスへ移動する際に交通事故にあい死亡した。

## 作品
- 「機械室」(1925)
- "Traumbild Rotor" (1927)
- 「白い配管」 (1933)
- 「荷上場」(1933)
- 「自動車工場」(1936)
- 「織物工場」(1934)
- ケルン中央駅 (1927)